# 普鲁士的崛起
《普鲁士的崛起》是一款由AGEOD开发， Paradox Interactive发行的大战略兵棋游戏。于2009年4月24日官宣，并于2010年3月9日首发。在游戏中，玩家能够游玩到七年战争（1756-1763）的欧洲部分。
2013年5月8日，Paradox Interactive发行了该游戏的复刻版《普鲁士的崛起：黄金版》，主要修复了原版的bug并改进游戏内容。同时添加了三个新剧本以扩展游戏可供游玩的年份。

## 游戏特色
《普鲁士的崛起》包含200位有独立肖像的指挥官和300个军事单位。其中每个指挥官都有个人的能力，能力可以为他们指挥的单位提供加成。例如，腓特烈二世就拥有移动加成，这使得他指挥的单位的移动速度明显快于其它单位。
游戏中，玩家可以扮演由腓特烈二世领导的普鲁士及其盟友，或者普鲁士的对手奥地利及其盟友。玩家可以在20个不同的剧本中自由选择。其中的12 个主要演绎历史上的重大战役，7个跨越战争的每一年。而最终的“大决战”(Grand Campaign) 剧本则跨越整场七年战争。游戏的地图覆盖了整个德意志及周边地区，总共有超过1000个地区。

## 游戏评价
《普鲁士的崛起》发布时的评价褒贬不一：其中Metacritic的评分为54/100（共6条评论）。